# Force aérienne du Pérou
La force aérienne du Pérou (en espagnol : Fuerza Aérea del Perú ; FAP) est le principal élément aérien des forces militaires péruviennes chargé de la défense du Pérou et de ses intérêts par l'utilisation de la puissance aérienne. D'autres missions comprennent l'assistance et la sécurité intérieure, la réalisation de secours aux sinistrés et la participation aux opérations internationales du maintien de la paix.

## Historique

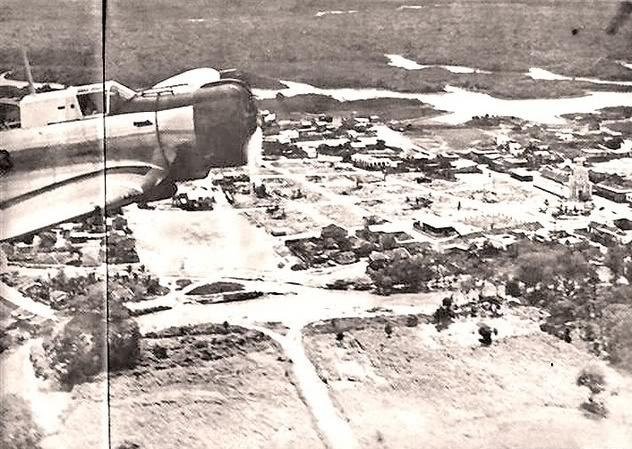
Northrop A-17 péruvien survolant la ville de Loja (Équateur) durant la guerre péruano-équatorienne de 1941.

Les débuts de l’aviation militaire au Pérou furent marqués par une rivalité entre l’armée et la marine. Constituée en 1910, la Ligue Nationale pour l'Aviation créa l’Aero-Club du Pérou, qui prit en charge la formation des premiers aviateurs militaires en 1911. En 1912 la marine péruvienne acheta un hydravion Avro, tandis qu’en 1915 l’armée achetait deux Blériot XI et envoyait des officiers recevoir une formation de pilote en Argentine.
En janvier 1919 fut créé le Service de l'Aviation Militaire de l'Armée du Pérou et une École du Centre d'Aviation avec 4 Caudron G.3, qui devint l’École d'aviation militaire Jorge Chávez le 27 novembre 1923. Pendant ce temps la marine constituait en janvier 1920 un Corps d'Aviateurs Navals de la Marine Nationale et en 1924 un Service d'hydraviation de la Marine du Pérou. Le 20 mai 1929 était créé un Ministère des affaires navales et de l’aviation, l’ensemble de l’aviation militaire péruvienne étant regroupé au sein d’un Corps de l'Aéronautique du Pérou (CAP).

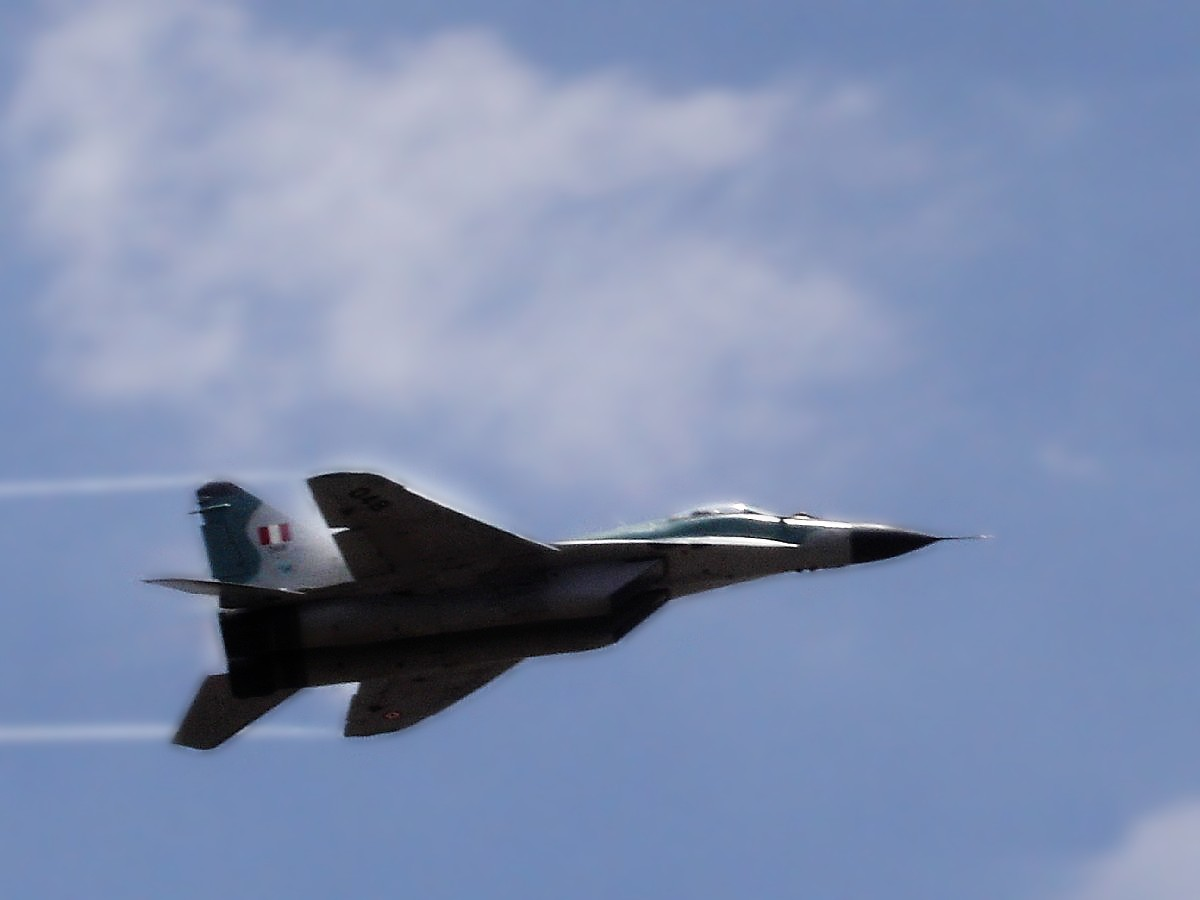
MiG-29 du Grupo Aéreo no 6 de Chiclayo lors du festival Halcon-Condor 2007

Durant le conflit opposant le Pérou à la Colombie en 1933 Vought Corsair et Curtiss Hawk furent très actifs. À la suite de ce conflit l’Escadre d'Aviation No.1 fut constituée à Chiclayo avec un équipement hétéroclite: Caproni Ca.111 (en), Ca.114 (en) et Ca.135 (en), Potez 39A-2, Douglas-Northrop 8A-3P et North American NA-50. Début 1938 l’escadre d’aviation fut rebaptisée Centre Aéronautique du Pérou. Trois ans plus tard éclata la guerre avec l’Équateur, au cours de laquelle le capitaine José Abelardo Quiñones González trouva la mort à bord d’un NA-50 durant un raid sur Quebrada Seca, en Équateur. Il est devenu la référence de la Fuerza Aérea. Le conflit de 1941 entraina également d’une aviation militaire indépendante mais il fallut attendre le 18 juillet 1950 pour qu’elle prenne le nom Fuerza Aérea del Perú
Durant les années 1950 arrivèrent les premiers avions à réaction: Lockheed T-33, North American F-86 Sabre, Hawker Hunter et English Electric Canberra. À partir de 1975, le parc s’enrichit de nombreux hélicoptères soviétiques: Mil Mi-8, puis Mil Mi-6. Ils furent suivis d’avions de transport Antonov An-26 et An-32, puis de chasseurs-bombardiers Soukhoï Su-22. Poursuivant la diversification de ses approvisionnements, elle prit ensuite en compte des Lockheed C-130 Hercules, Antonov An-72, Bell 205, Mirage 5 et Cessna A-37 Dragonfly. Cet arsenal fut largement mis à contribution durant deux autres conflits opposant le Pérou à l’Équateur en 1981 et 1995.
Le conflit de 1995 a révélé une relative inefficacité de la FAP, qui connait depuis des problèmes de maintenance avec ses Mig-29 et Su-25, mais aussi les Mirage 2000; en outre, des contraintes budgétaires l’ont obligé à revendre une partie de sa flotte.
Fin mars 2015, elle réceptionne son premier C-27J sur une commande de quatre appareils.
La présidente Dina Boluarte annonce le 16 octobre 2023 que le ministère de la Défense compte acheter deux avions Boeing 737 NG (Next Generation) pour 54 millions de dollars.

## Structure des forces
[Quand ?]
Quartier-général, Fuerza Aérea del Perú
- Ala Aérea no 1, quartier-général à Piura
  - Grupo Aéreo no 6, Chiclayo
    - Escuadrón Aéreo 612 "Fighters Cocks", MiG-29S/SE/UB

  - Grupo Aéreo no 7, Piura
    - Escuadrón Aéreo 711 "Scorpions", A-37B

  - Grupo Aéreo no 11, Talara (en)
    - Escuadrón Aéreo 112 "Tigers", Su-25/UB
- Ala Aérea no 2, quartier-général à Callao
  - Grupo Aéreo no 3, Callao
    - Escuadrón Aéreo 332, Mi-17, Bell 212, Bell 412
    - Escuadrón Aéreo 333, Schweizer 300 (en)

  - Grupo Aéreo no 8, Callao
    - Escuadrón Aéreo 811, B-737, An-32, L-100
- Ala Aérea no 3, quartier-général à Arequipa
  - Grupo Aéreo no 2, Vítor
    - Escuadrón Aéreo 211, Mi-25D

  - Grupo Aéreo no 4, La JoyaAn-32B péruvien au cours d'un exercice conjoint impliquant la Force aérienne des États-Unis et du Pérou.

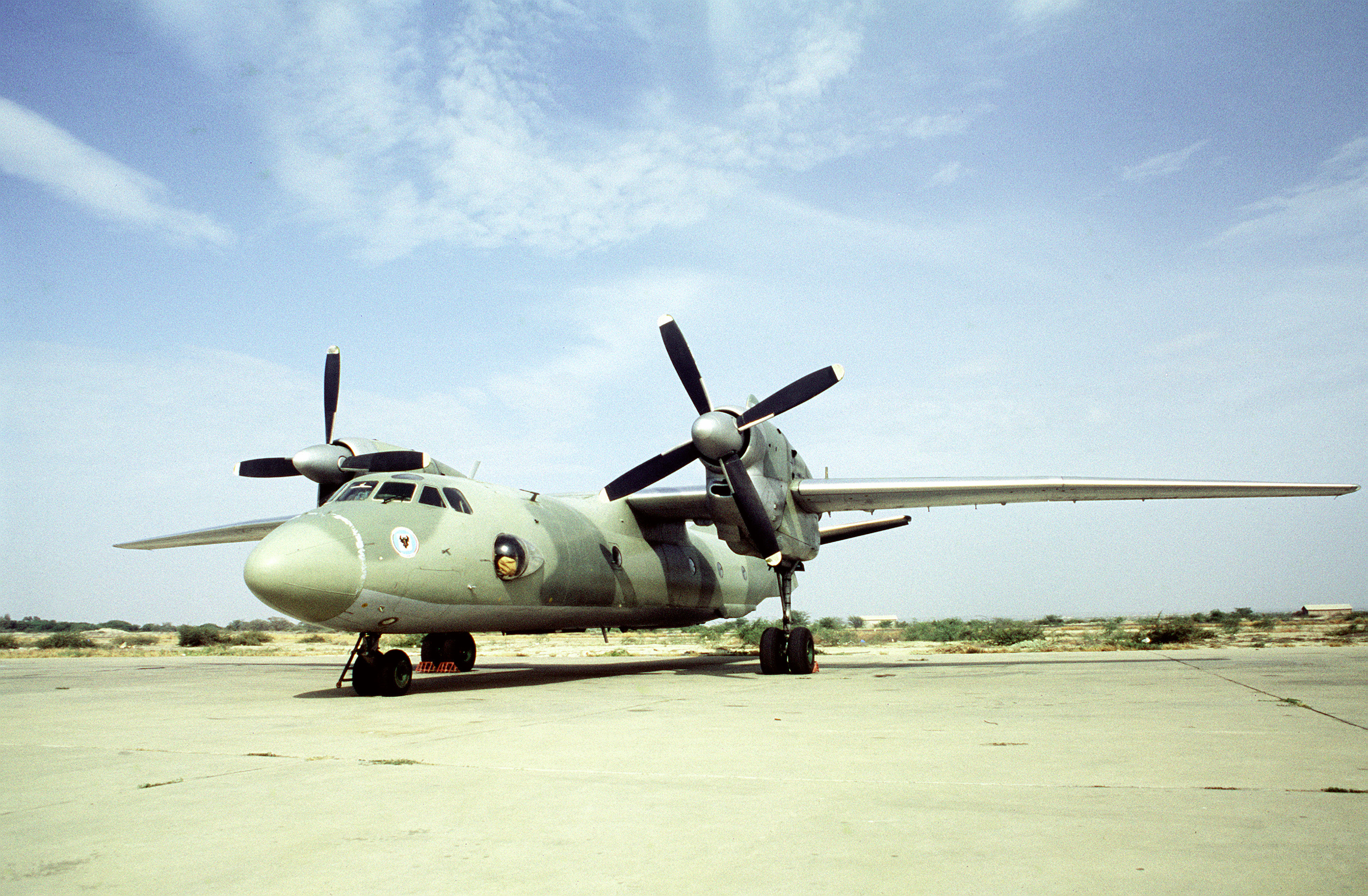
An-32B péruvien au cours d'un exercice conjoint impliquant la Force aérienne des États-Unis et du Pérou.

    - Escuadrón Aéreo 411 "Hawks", Mirage 2000P/DP
    - Escuadrón Aéreo 513, MB-339AP

  - Grupo Aéreo no 51, Pisco
    - Escuadrón Aéreo 511, Zlín Z 42
    - Escuadrón Aéreo 512, AT-27
- Ala Aérea no 5, quartier-général à Iquitos
  - Grupo Aéreo no 42, Iquitos
    - Escuadrón Aéreo 421, PC-6, DHC-6 et Y-12

## Aéronefs
Les appareils en service en 2021 sont les suivants
| Aéronefs                             | Origine                   | Type                                           | En service      | Versions                    | Notes |
| Avion de chasse                      | Avion de chasse           | Avion de chasse                                | Avion de chasse | Avion de chasse             | Avion de chasse |
| ------------------------------------ | ------------------------- | ---------------------------------------------- | --------------- | --------------------------- | --- |
| Mikoyan-Gourevitch MiG-29            | Russie                    | Avion de chasse                                | 7 2             | MiG-29SE MiG-29SMP MiG-29UB | Contrat signé le 12 août 2008 pour 106 millions de $ US avec Mikoyan pour une mise à niveau sur mesure de huit MiG-29SMP. En février 2011, la force aérienne péruvienne a annoncé la livraison des huit MiG-29SMP et de 4 MiG-29BM supplémentaire, acquis et mis à niveau vers la norme SMP en Biélorussie. 19 MiG-29 ont été retirés du service en octobre 2024.        |
| Dassault Mirage 2000                 | France                    | Avion multirôle                                | 10 2            | Mirage 2000P Mirage 2000DP  | Lors de la guerre du Cenepa, les Mirage 2000 péruviens sont engagés dans des missions de supériorité aérienne et d'escorte. À la suite des restrictions budgétaires et dans l'incapacité à acheter des missiles Magic 2 et des Super 530 D, les Mirage 2000 ne sont équipés que de Magic 1. Un exemplaire monoplace perdu le 11 avril 2024 lors d'un vol d'entraînement. |
| Avion d'attaque au sol               |                           |                                                |                 |                             | |
| Soukhoï Su-25                        | Russie                    | Avion d'attaque au sol                         | 2 5             | Su-25 Su-25UB               | La flotte des Su-25UB a été améliorée pour effectuer le rôle SEAD (Suppression des défenses aériennes ennemies) entre 2004-2005 dans le cadre du programme Comadreja |
| Cessna A-37 Dragonfly                | États-Unis                | Avion d'attaque au sol                         | 20              | A-37B                       | 10 A-37 ont été mis à jour avec l'aide anti-drogue des États-Unis. 8 avions et le même nombre de moteurs ont été donnés par la Corée du Sud le 3 février 2010. |
| Avion d'entraînement                 |                           |                                                |                 |                             | |
| Aermacchi MB-339                     | Italie                    | Avion d'entraînement et d'attaque au sol       | 5               | MB-339AP                    | 16 livrés en 1981 et 1982. |
| KAI KT-1                             | Corée du Sud              | Avion d'entraînement et d'attaque au sol léger | 20              |                             | Remplacent les EMB 312 |
| Zlín Z 142                           | Tchéquie                  | Avion d'entraînement                           | 3               | Zlin 242L                   | Livrés avant juillet 1998; Un appareil fut perdu en avril 2003. |
| Zenith CH 2000                       | Canada                    | Avion d'école                                  | 4 (13)          |                             | 13 en commande |
| Piper PA-44                          | États-Unis                | Avion d'entraînement                           | 1               |                             | |
| Avion de reconnaissance              |                           |                                                |                 |                             | |
| Fairchild C-26 Metroliner (en)       | États-Unis                | Surveillance                                   | 3               | C-26B (Merlin IV/Metro)     | Don des États-Unis pour le rôle de lutte contre la drogue; reconditionnés pour la surveillance aérienne avec une tourelle FLIR (1 en stock) |
| Learjet 35                           | États-Unis                | Reconnaissance                                 | 1               | Learjet 36A                 | |
| Avion de transport                   |                           |                                                |                 |                             | |
| Boeing 737                           | États-Unis                | Transport de VIP                               | 1               | 737-528                     | 30 ans d’ancienneté |
| Lockheed C-130 Hercules              | États-Unis                | Avion de transport                             | 2               | L-100-20                    | 8 reçus entre 1972 et 1980 |
| Alenia C-27J Spartan                 | Italie                    | Avion de transport                             | 4               |                             | |
| Antonov An-32                        | Union soviétique/ Ukraine | Avion de transport                             | 3               | An-32B                      | |
| de Havilland Canada DHC-6 Twin Otter | Canada                    | Avion de transport                             | 15              | DHC-6-300/400               | |
| Piper PA-34                          | États-Unis                | Liaison                                        | 15              | DHC-6-300/400               | |
| Pilatus PC-6                         | Suisse                    | Transport léger/Liaison/ADAC                   | 1               | PC-6/B2-H2 Turbo Porter     | 18 acquis entre 1971 et 1976 par TANS |
| Hélicoptère                          |                           |                                                |                 |                             | |
| Mil Mi-17                            | Union soviétique/ Russie  | Hélicoptère de transport                       | 8 (8)           | Mi-8/17/171                 | 8 en commande |
| Mil Mi-24                            | Union soviétique/ Russie  | Hélicoptère de combat et transport léger       | 16              | Mi-25D Mi-35P               | Deux hélicoptères Mi-35 commandés initialement à la fin de 2010. Un deuxième lot devrait être acquis dans un proche avenir |
| Bölkow Bo 105                        | Allemagne                 | Hélicoptère utilitaire                         | 2               | Bo-105LS                    | 6 livrés en 1991 |
| Bell 212                             | États-Unis                | Hélicoptère utilitaire                         | 2               | Bell 212                    | |
| Bell 412                             | États-Unis                | Hélicoptère utilitaire                         | 1               | Bell 412EP                  | Deux à l'origine, le destin du deuxième est inconnu. |
| Hughes 269                           | États-Unis                | Hélicoptère d'entrainement                     | 4               |                             | 4 |
| Enstrom 280                          | États-Unis                | Hélicoptère école                              | (4)             |                             | 4 en commande |

## Anciens aéronefs
| Aéronefs                            | Origine          | Type                                           | En service      | Versions                            | Notes |
| Avion de chasse                     | Avion de chasse  | Avion de chasse                                | Avion de chasse | Avion de chasse                     | Avion de chasse                                                                                            |
| ----------------------------------- | ---------------- | ---------------------------------------------- | --------------- | ----------------------------------- | --- |
| Dassault Mirage 5                   | France           | Avion d'attaque au sol                         | 34              | Mirage 5PA Mirage 5DP               | 1970 à 2002. 10 Mirage 5P léguer a l'Argentine en 1982 lors de la guerre des Malouines.                    |
| Soukhoï Su-22                       | Union soviétique | Chasseur-bombardier                            | 55              | Su-22M2K Su-22M3 Su-22UM2K Su-22UM3 | Au total 32 Su-22M2K, 16 Su-22M3, 4 Su-22UM2K et 3 Su-22UM3 entre 1977 et 1981.                            |
| Avion d'entraînement                |                  |                                                |                 |                                     | |
| Embraer EMB 312                     | Brésil           | Avion d'entraînement et d'attaque au sol léger | 30              | AT-27                               | Les 20 premiers ont commandé et livré en 1987 pour remplacer les T-37C. 10 autres ont été acquis en 1992 ; |
| Piper PA-34                         | États-Unis       | Formateur multi-moteur                         | 1               | PA-34-200T Seneca II                | |
| Avion de transport                  |                  |                                                |                 |                                     | |
| Boeing 737                          | États-Unis       | Transport de VIP                               | 5               | 737-200? 737-300? 737-500?          | |
| Harbin Y-12                         | Chine            | Avion de transport                             | 2               | Y-12 II                             | Commandé en 1991 et devrait être livré d'ici la fin de cette année.                                        |
| Hélicoptère                         |                  |                                                |                 |                                     | |
| Mil Mi-2                            | Union soviétique | Hélicoptère utilitaire                         | 6               |                                     | Etat inconnue.                                                                                             |
| Mil Mi-6                            | Union soviétique | Hélicoptère de transport lourd                 | 6               |                                     | Livrée en 1987.                                                                                            |
| Sud-Aviation SA316 Alouette III     | France           | Hélicoptère léger                              | 8               | SA-316B                             | |
| Airbus Helicopters AS332 Super Puma | France           | Hélicoptère de transport moyen                 | 6               |                                     | |